# Emulator napędów
Emulator napędów – program, który emuluje napędy optyczne lub magnetyczne.
W takim napędzie możemy zamontować dyski wirtualne (najczęściej obraz płyt lub dyskietek). Zaletą ich stosowania jest większy transfer danych ze względu na umieszczenie obrazu na dysku twardym.
Emulacja dysków optycznych jest również stosowana do obchodzenia zabezpieczeń płyt CD lub DVD.